# Бламон (Ду)
Бламон (фр. Blamont) насеље је и општина у источној Француској у региону Франш-Конте, у департману Ду која припада префектури Монбелијар.
По подацима из 2011. године у општини је живело 1.111 становника, а густина насељености је износила 110,44 становника/km². Општина се простире на површини од 10,06 km². Налази се на средњој надморској висини од 555 метара (максималној 603 m, а минималној 403 m).

## Демографија
| 1962. | 1968. | 1975. | 1982. | 1990. | 1999. | 2011. |
| ----- | ----- | ----- | ----- | ----- | ----- | ----- |
| 725   | 728   | 1.045 | 1.021 | 1.026 | 1.042 | 1.111 |

График промене броја становника у току последњих година